# Río Kutá
El río Kutá (del ruso: Кута) es un río de Rusia, un afluente por la margen izquierda del curso alto del río Lena que discurre por el óblast de Irkutsk, en Siberia oriental. Tiene una longitud de 408 km, una cuenca hidrográfica de 12.500 km² y su caudal medio es de 61,44 m³/s.

## Geografía
El río Kutá nace en la parte sudeste de la llanura de Siberia Central, a una altitud de más o menos 650 m, mientras que su confluencia con el Lena se encuentra a 284 m. EL río fluye hacia el oeste y luego hacia el sur a través de la taiga y de terrenos pantanosos. En su unión con el río Kupa, su afluente principal, gira hacia el este, discurriendo por un valle estrecho y profundo hasta desembocar en el río Lena en la pequeña ciudad de Ust-Kut (44.832 hab. en 2009).
El Kutá no es navegable y permanece helado de noviembre a principios de mayo.
El río más cercano por el oeste es el río Ilim y, en tiempo de los cosacos, se realizaba un portage acarreando las embarcaciones entre ambos ríos, conectando las cuencas del Yeniséi y el Lena.
La línea de ferrocarril Baikal-Amur sigue por la orilla norte del río durante unos 60 km, entre la desembocadura del Kupa y la ciudad de Ust Kut.

## Afluentes
- El río Kupa 3.200 km², 220 km, 20 m³/s. Viniendo del sur, confluye por la orilla derecha. Entre los dos ríos forman una "T", con la base en Ust-Kut.

## Localidades
- Ust-Kut, ciudad fundada por los cosacos en 1631, situada en el punto de confluencia del Lena y el Kutá, a 500 km al nordeste de Irkutsk.

## Hidrología

### Hidrometría - Los caudales mensuales en Ruchei
El Kutá es un río bastante abundante en el contexto de la cuenca del Lena. Su caudal ha sido observado durante 50 años (1941-1990 en Ruchei, localidad situada a 52 km de su desembocadura en el Lena, a una altitud de 305 m.
El caudal interanual medio observado en Ruchei en este periodo fue de 61.44 m³/s para una superficie de drenaje de 11.200 km², lo que supone el 90% de la totalidad de la cuenca hidrográfica del río que tiene 12.500
La lámina de agua que fluye en esta cuenca alcanza los 173 mm por año, lo que puede considerarse como bastante elevado en el contexto de Siberia y la cuenca del Lena.
Río alimentado en su mayor parte por la fusión de las nieves, aunque también por las lluvias de verano y otoño, el Kutá es un río de régimen nivo pluvial.
Las crecidas se desarrollan en primavera, en el mes de mayo y en el de junio, con un cima limpia en mayo que corresponde al deshielo y a la fusión de las nieves. La cuenca se beneficia de precipitaciones apreciables en todas las estaciones, como muestra el gráfico. Son en forma de lluvia en verano, lo que explica que el caudal de julio a septiembre sea sostenido. En otoño, en los meses de octubre y noviembre, el caudal del río baja progresivamente, lo que conduce al periodo de estiaje. Este periodo tiene lugar de noviembre a abril y corresponde a las importantes heladas que se abaten sobre toda Siberia.
El caudal medio mensual observado en marzo (mínimo de estiaje) es de 14,6 m³/s, mientras que el caudal medio del ems de mayo se eleva a 348 m³/s, lo que subraya las variaciones estacionales de amplitud importante. Durante los 50 años de observación, el caudal mínimo mensual ha sido de 8,08 m³/s en febrero de 1944, mientras que el caudal mensual máximo ascendió a 537 m³/s en mayo de 1951.  
En lo que concierne al periodo libre de hielos (de junio a septiembre inclusive), el caudal mensual mínimo observado ha sido de 19,4 m³/s en agosto de 1943.
Caudales medios mensuales del Kutá medidos en la estación hidrométrica de Ruchei 
(Datos calculados en 50 años - en m³/s)

### Precipitaciones en Ust-Kut
El total anual de las precipitaciones registradas en Ust-Kut es de 430 mm, El periodo más lluviosos se centra en verano y va de junio a septiembre.
Precipitaciones mensuales medias registradas en Ust-Kut (en milímetros)